# Milan Perić
Milan Perić (szerbül: Милан Перић) (Čačak, 1986. április 16. –) szerb labdarúgó, csatár.
A 2011-12-es szezonban 15 meccsen 11 szerzett góljával a Budapest Honvéd FC játékosával Daniloval holtversenyben vezette az OTP Bank Liga góllövőlistáját, ám eltiltása miatt két mérkőzésén nem lépett pályára, majd a téli szünetben a Videotonhoz igazolt, ahol kevesebb lehetőséget kapott, ezért a szezon végére az ötödik helyre csúszott vissza.

## Sikerei, díjai
Ferencvárosi TC
- Magyar-ligakupa-győztes: 2013